# Fünf Freunde
Fünf Freunde (Nederlands: De Vijf en het Geheim van de Vuurtoren) is een Duitse jeugdfilm, gebaseerd op de gelijknamige boekenserie van Enid Blyton. Deze film is grotendeels gebaseerd op het verhaal De Vijf weer op Kirrin-eiland.

## Rolverdeling

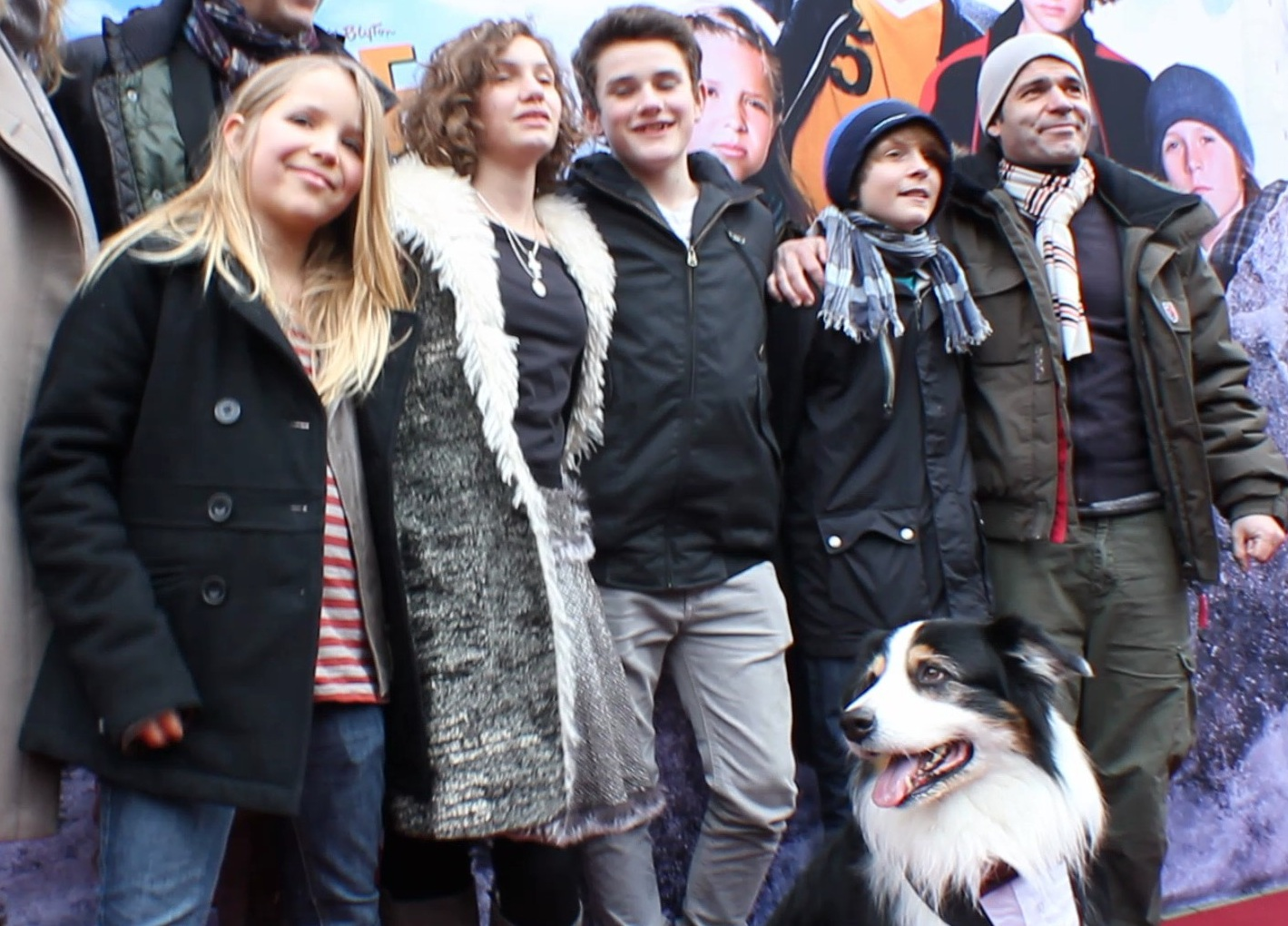
De hoofdcast en de regisseur van de film.

- Valeria Eisenbart als George
- Quirin Oettl als Julian
- Justus Schlingensiepen als Dick
- Neele-Marie Nickel als Anne
- Coffey (border collie) als Timmy
- Michael Fitz als Uncle Quentin
- Anja Kling als Aunt Fanny